# Football-Club Solothurn
O Football-Club Solothurn é um clube de futebol com sede em Soleura, Suíça. A equipe compete na Super Liga Suíça.

## História
O clube foi fundado em 1901.